# Senhor do Bonfim
Senhor do Bonfim este un oraș în statul Bahia (BA) din Brazilia.